# James Lafferty
James Martin Lafferty (ur. 25 lipca 1985 w Hemet) – amerykański aktor i reżyser.

## Życiorys
Urodził się w Hemet, w stanie Kalifornia jako pierwszy syn Jeffa i Angie Lafferty, właścicieli lokalnej firmy budowlanej. Jego matka miała pochodzenie meksykańskie, a ojciec miał korzenie irlandzkie, angielskie, niemieckie i szkockie. Ma młodszego brata Stuarta Lule (ur. 1987). Karierę aktorską rozpoczął jako dziecko, był statystą w serialach, takich jak Beverly Hills, 90210 i Doktor Quinn. Następnie w wieku 10 lat zaczął grać główne role w szkolnych przedstawieniach teatralnych. Uczęszczał do Hemet High School. W szkole jego miłość do koszykówki przejęła jego pasję do aktorstwa. W swojej szkolnej drużynie rozegrał wiele meczów międzyszkolnych. Według opinii swojego trenera, był najlepszym zawodnikiem w drużynie. Został również nazwany „Najbardziej wartościowym graczem”. Po ukończeniu szkoły średniej zaczął brać udział w przesłuchaniach. Jest także posiadaczem czarnego pasa taekwondo.
W serialu Emril (2001) grał syna tytułowego bohatera – szefa kuchni Emerila Lagasse. W telewizyjnym dramacie sportowym A Season on the Brink (2002) u boku Briana Dennehy zagrał postać Steve’a Alforda, gwiazdę koszykówki Indiana University. Występował także epizodycznie w takich serialach jak Boston Public, Get Real i Ones and Again. Popularność zyskał dzięki roli Nathana Scotta w serialu Pogoda na miłość (One Tree Hill, 2003–2012). W odegraniu tej roli Lafferty’emu pomogło doświadczenie z gry w koszykówkę w reprezentacji swojego liceum.

## Filmografia

### Obsada aktorska

#### Filmy
- 1997: Życzenie Annabelli (Annabelle’s Wish) jako Buster Holder (głos)
- 2002: Prep (TV) jako Jackson
- 2003: Boys on the Run jako Joe Ferguson
- 2009: S. Darko jako Justin Sparrow
- 2011: Amerykańska legenda (The Legend of Hell’s Gate: An American Conspiracy) jako Eigson Howard
- 2013: Lost on Purpose jako Fever
- 2014: Oculus jako Michael Dumont
- 2015: Wpadnij na gofra (Waffle Street) jako James “Jimmy” Adams
- 2017: Small Town Crime jako Tony Lama

#### Seriale
- 1999-2000: Luzik Guzik (Get Real) jako Billy
- 2001: Emeril jako James
- 2001: Boston Public jako Michael Scott
- 2001–2002: Once and Again jako Tad
- 2002: Sąd najwyższy (A Season on the Brink) jako Steve Alford
- 2003–2012: Pogoda na miłość (One Tree Hill) jako Nathan Scott
- 2014: Stan kryzysowy (Crisis) jako Pan Nash
- 2016: Underground jako Kyle Risdin
- 2018: Nawiedzony dom na wzgórzu (The Haunting of Hill House) jako Ryan

### Reżyser

#### Seriale
- 2009–2012: Pogoda na miłość (One Tree Hill)
- 2015–2018: The Royals

### Producent
- 2010: Hours Before – producent wykonawczy
- 2002: Yank Tanks